# 2020 w grach komputerowych

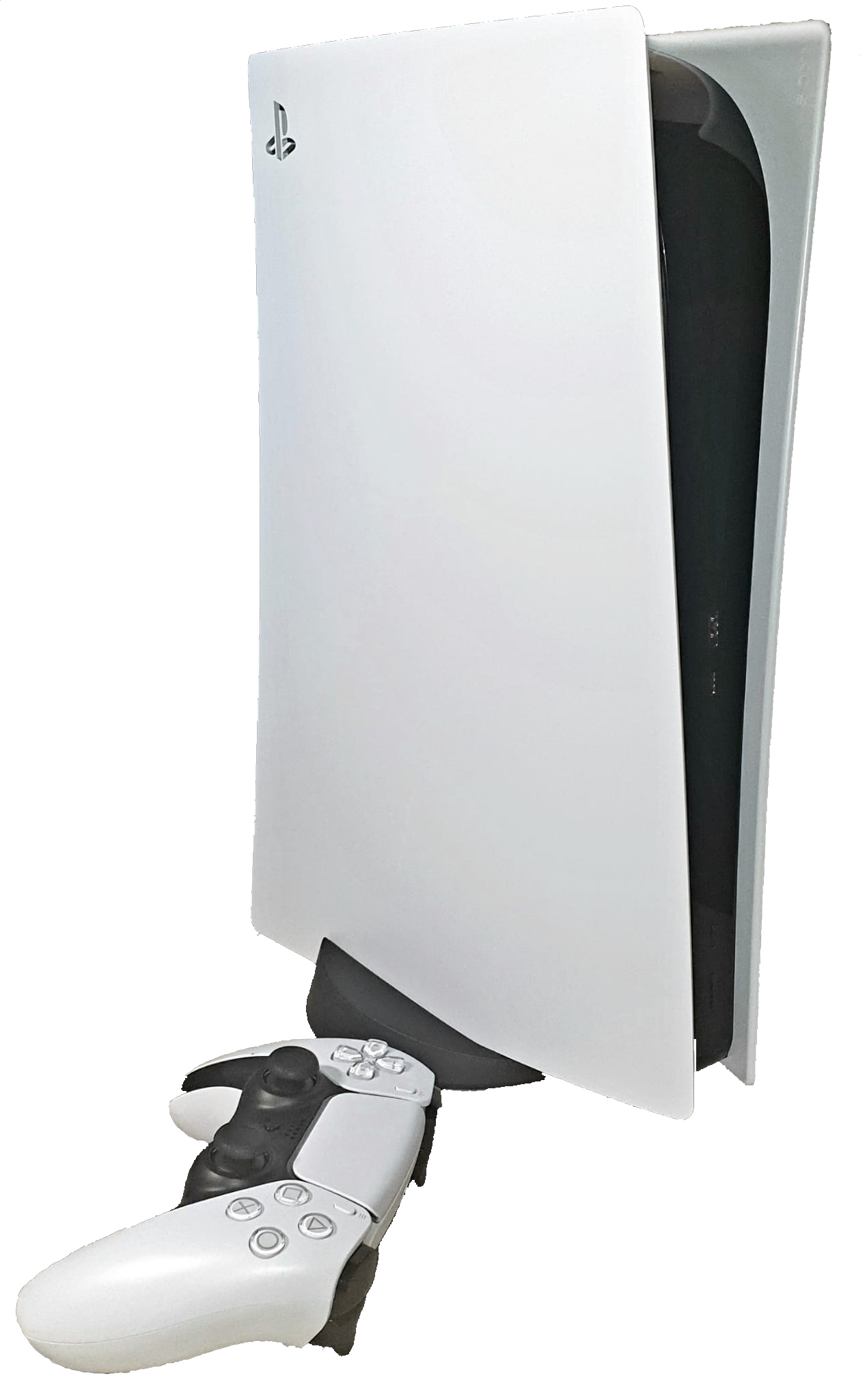
PlayStation 5 konsola wydana 12 listopada 2020r.

| Skróty platform | Skróty platform                                  |
| --------------- | ------------------------------------------------ |
| DC              | Dreamcast                                        |
| Droid           | Android                                          |
| DS              | Nintendo DS                                      |
| GB              | Game Boy                                         |
| GBA             | Game Boy Advance                                 |
| GBC             | Game Boy Color                                   |
| GCN             | GameCube                                         |
| iOS             | iOS                                              |
| Lin             | komputer osobisty z systemem operacyjnym Linux   |
| Mac             | komputer osobisty Mac                            |
| N64             | Nintendo 64                                      |
| NS              | Nintendo Switch                                  |
| PC              | komputer osobisty                                |
| PS1             | PlayStation                                      |
| PS2             | PlayStation 2                                    |
| PS3             | PlayStation 3                                    |
| PS4             | PlayStation 4                                    |
| PS5             | PlayStation 5                                    |
| PSP             | PlayStation Portable                             |
| PSVita          | PlayStation Vita                                 |
| Wii             | Wii                                              |
| WiiU            | Wii U                                            |
| Win             | komputer osobisty z systemem operacyjnym Windows |
| X360            | Xbox 360                                         |
| XONE            | Xbox One                                         |
| Xbox            | Xbox                                             |
| XSX             | Xbox Series                                      |

Artykuł opisuje ważne wydarzenia w 2020 roku w branży gier komputerowych. Zobacz też: historia gier komputerowych.

## Wydane konsole
Lista konsol wydanych w 2020 roku.
| Miesiąc  | Dzień | Konsola       | Kraj                                                                            |
| -------- | ----- | ------------- | ------------------------------------------------------------------------------- |
| Listopad | 12    | PlayStation 5 | Japonia, Ameryka Północna, Australia, Nowa Zelandia, Singapur, Korea Południowa |
| Listopad | 19    | PlayStation 5 | pozostałe kraje                                                                 |

## Wydane gry
Lista gier wydanych w 2020 roku.

### Styczeń – marzec
| Miesiąc | Dzień | Tytuł                         | Platformy         | Źródła |
| ------- | ----- | ----------------------------- | ----------------- | ------ |
| styczeń | 9     | AO Tennis 2                   | Win, PS4, XBO, NS | [ 2 ]  |
| styczeń | 17    | Dragon Ball Z: Kakarot        | NS, PS4, XBO      | [ 3 ]  |
| styczeń | 29    | Warcraft 3 Reforged           | Win, Mac          | [ 3 ]  |
| luty    | 4     | Zombie Army 4: Dead War       | Win, PS4, XBO     | [ 4 ]  |
| luty    | 14    | Dreams                        | PS4               | [ 4 ]  |
| luty    | 14    | Darksiders Genesis            | NS, PS4, XBO      | [ 4 ]  |
| luty    | 19    | The Suicide of Rachel Foster  | Win               | [ 5 ]  |
| luty    | 20    | World of Horror               | Microsoft Windows | [ 6 ]  |
| luty    | 25    | Two Point Hospital            | NS, PS4, XBO      | [ 7 ]  |
| marzec  | 5     | Black Mesa                    | Win, Lin          | [ 8 ]  |
| marzec  | 11    | Ori and the Will of the Wisps | Win, XBO          | [ 9 ]  |
| marzec  | 13    | Nioh 2                        | PS4               | [ 9 ]  |
| marzec  | 20    | Doom Eternal                  | Win, PS4, XBO     | [ 9 ]  |
| marzec  | 20    | Animal Crossing: New Horizons | NS                | [ 10 ] |
| marzec  | 23    | Half-Life: Alyx               | Win, Lin          | [ 9 ]  |
| marzec  | 24    | Bleeding Edge                 | Win, XBO          | [ 9 ]  |

### Kwiecień – czerwiec
| Miesiąc  | Dzień | Tytuł                                   | Platformy          | Źródła        |
| -------- | ----- | --------------------------------------- | ------------------ | ------------- |
| kwiecień | 3     | Resident Evil 3                         | Win, PS4, XBO      | [ 11 ]        |
| kwiecień | 10    | Final Fantasy 7 Remake                  | PS4                | [ 11 ]        |
| kwiecień | 16    | Fort Triumph                            | Win, Lin, Mac      | [ 12 ]        |
| kwiecień | 24    | XCOM: Chimera Squad                     | Win                | [ 11 ]        |
| kwiecień | 24    | Predator: Hunting Grounds               | Win                | [ 11 ]        |
| kwiecień | 28    | Gears Tactics                           | Win, XBO           | [ 11 ]        |
| kwiecień | 28    | SnowRunner                              | Win, PS4, XBO      | [ 13 ]        |
| maj      | 11    | Helltaker                               | Win, Lin, Mac      | [ 14 ] [ 15 ] |
| maj      | 14    | Ion Fury                                | NS, PS4, XBO       | [ 16 ]        |
| maj      | 19    | Mafia 2: Definitive Edition             | Win, PS4, XBO      | [ 16 ]        |
| maj      | 26    | Minecraft Dungeons                      | Win, NS, PS4, XBO  | [ 16 ]        |
| czerwiec | 2     | Valorant                                | Win                | [ 17 ]        |
| czerwiec | 5     | Command & Conquer Remastered Collection | Win                | [ 18 ]        |
| czerwiec | 16    | Disintegration                          | Win, PS4, XBO      | [ 19 ]        |
| czerwiec | 19    | The Last of Us Part II                  | PS4                | [ 19 ]        |
| czerwiec | 19    | Atri: My Dear Moments                   | Win                | [ 20 ]        |
| czerwiec | 30    | Fortnite: Save the World                | Win, Mac, PS4, XBO | [ 21 ]        |

### Lipiec – wrzesień
| Miesiąc  | Dzień | Tytuł                         | Platformy         | Źródła |
| -------- | ----- | ----------------------------- | ----------------- | ------ |
| lipiec   | 14    | Death Stranding               | Win               | [ 22 ] |
| lipiec   | 17    | Ghost of Tsushima             | PS4               | [ 22 ] |
| lipiec   | 17    | Paper Mario: The Origami King | NS                | [ 23 ] |
| sierpień | 4     | Fall Guys: Ultimate Knockout  | Win, PS4          | [ 24 ] |
| sierpień | 7     | Horizon Zero Dawn             | Win               | [ 25 ] |
| sierpień | 12    | Metamorphosis                 | Win, PS4, XBO, NS | [ 26 ] |
| sierpień | 13    | Total War Saga: Troy          | Win               | [ 25 ] |
| sierpień | 14    | EA Sports UFC 4               | PS4, XBO          | [ 27 ] |
| sierpień | 14    | Factorio                      | Win, Lin, NS, Mac | [ 28 ] |
| wrzesień | 1     | Iron Harvest                  | Win, PS4, XBO     | [ 29 ] |
| wrzesień | 1     | Crusader Kings III            | Win               | [ 29 ] |
| wrzesień | 4     | Marvel’s Avengers             | Win, PS4, XBO     | [ 29 ] |
| wrzesień | 9     | The Suicide of Rachel Foster  | PS4, XBO          | [ 5 ]  |
| wrzesień | 15    | PES 2021                      | Win, PS4, XBO     | [ 29 ] |
| wrzesień | 18    | Crysis Remastered             | Win, PS4, XBO     | [ 29 ] |
| wrzesień | 18    | Super Mario 3D All-Stars      | NS                | [ 30 ] |
| wrzesień | 24    | Serious Sam 4                 | Win, Stadia       | [ 31 ] |
| wrzesień | 25    | Mafia: Edycja ostateczna      | Win, PS4, XBO     | [ 32 ] |
| wrzesień | 28    | Genshin Impact                | Win, PS4          | [ 33 ] |

### Październik – grudzień
| Miesiąc     | Dzień | Tytuł                             | Platformy          | Źródła        |
| ----------- | ----- | --------------------------------- | ------------------ | ------------- |
| październik | 1     | Super Mario Bros. 35              | NS                 | [ 34 ]        |
| październik | 2     | Crash Bandicoot 4: Najwyższy czas | PS4, XBO           | [ 35 ]        |
| październik | 2     | Star Wars Squadrons               | Win, PS4, XBO      | [ 35 ]        |
| październik | 6     | Baldur’s Gate III                 | Win                | [ 35 ]        |
| październik | 9     | FIFA 21                           | Win, PS4, PS5, XBO | [ 35 ]        |
| październik | 16    | Mario Kart Live: Home Circuit     | NS                 | [ 36 ]        |
| październik | 27    | Ghostrunner                       | Win, PS4, XBO      | [ 37 ]        |
| listopad    | 6     | Dirt 5                            | Win, PS4, PS5, XBO | [ 38 ]        |
| listopad    | 10    | Yakuza 7: Like a Dragon           | PS4                | [ 38 ]        |
| listopad    | 10    | Assassin’s Creed Valhalla         | Win, PS4, PS5, XBO | [ 38 ]        |
| listopad    | 12    | Spider-Man: Miles Morales         | PS4, PS5           | [ 38 ]        |
| listopad    | 13    | Call of Duty: Black Ops Cold War  | Win, PS4, PS5, XBO | [ 39 ]        |
| grudzień    | 1     | Empire of Sin                     | Win, NS, PS4, XBO  | [ 40 ]        |
| grudzień    | 9     | Ghostrunner                       | NS                 | [ 41 ]        |
| grudzień    | 10    | Cyberpunk 2077                    | Win, PS4, XBO      | [ 40 ]        |
| grudzień    | 15    | Among Us                          | NS                 | [ 42 ]        |
| grudzień    | 18    | 60 Seconds!                       | PS4, XBO           | [ 43 ] [ 44 ] |